# FK Dukla Praha
Az FK Dukla Praha egy cseh labdarúgócsapat Prágában, jelenleg a cseh labdarúgó-bajnokság másodosztályában szerepel. 
Hazai mérkőzéseit a 4560 fő befogadására alkalmas Juliska Stadionban játssza.

## Történelem
A klubot az FK Dukla Dejvice néven 1959-ben alapították.  2006 áprilisában még az ötödosztályban szerepeltek, de a klub akkori elnöke kijelentette, a későbbiekben magasabb osztályba szeretnének kerülni. Nem sokkal később, 2006 novemberében megszületett az a döntés, miszerint a Jakubčovice-i csapat helyen 2007-től a cseh másodosztályban folytatják szereplésüket.
A 2007/08-as idénytől kezdve négy szezonon keresztül voltak a másodosztály tagjai. 2011-ben bajnoki címet szereztek és feljutottak az élvonalba.

## Csapatnév változások időrendben
Az FK Dukla Praha elnevezései az évek során a következőképp alakultak:
- 1959 — FK Dukla Dejvice (Fotbalový Klub Dukla Dejvice)
- 2001 — FK Dukla Praha (Fotbalový Klub Dukla Praha)

## Sikerei
- Cseh másodosztály
  - 1. hely (1): 2010–11
- Cseh hatodosztály
  - 1. hely (1): 2003–04
- Bajnokcsapatok Európa Kupája
  - Elődöntős (1): 1966-67

## Keret
2018. szeptember 16-i állapot szerint.
| #  |     | Poszt | Név               |
| -- | --- | ----- | ----------------- |
| 1  | CZE | K     | Filip Rada        |
| 3  | CZE | KP    | Tomáš Kott        |
| 4  | CZE | V     | Martin Chlumecký  |
| 5  | CZE | KP    | Marek Hanousek () |
| 6  | CIV | KP    | Mohamed Doumbia   |
| 7  | CZE | CS    | Ondřej Štursa     |
| 8  | CZE | CS    | Patrik Brandner   |
| 9  | CZE | CS    | Jan Holenda       |
| 10 | SVK | KP    | Frederik Bilovský |
| 11 | CZE | KP    | David Breda       |
| 12 | HUN | V     | Bobál Dávid       |
| 13 | CZE | KP    | Štěpán Krunert    |
| 14 | SRB | V     | Ivan Ostojić      |
| 15 | CZE | KP    | Daniel Tetour     |

| #  |     | Poszt | Név                 |
| -- | --- | ----- | ------------------- |
| 17 | CZE | CS    | David Bezdička      |
| 18 | CZE | V     | Daniel Souček       |
| 19 | CZE | KP    | Lukáš Holík         |
| 20 | SRB | V     | Branislav Milošević |
| 21 | CZE | KP    | David Doudera       |
| 23 | MNE | KP    | Uroš Đuranović      |
| 25 | CZE | V     | Michal Bezpalec     |
| 26 | SVK | CS    | Ivan Schranz        |
| 27 | CZE | V     | Dominik Preisler    |
| 29 | SVK | K     | Matúš Hruška        |
| 30 | CZE | K     | Patrik Czehowsky    |
| 33 | SRB | V     | Nikola Raspopović   |
| 39 | CZE | V     | Jakub Podaný        |
| 44 | SVK | V     | Ján Ďurica          |

## Külső hivatkozások
- Hivatalos weboldal (csehül)